# Tides of Awakening
Tides of Awakening (englisch Gezeiten des Erwachens) ist das Debütalbum der finnischen Funeral-Doom-Band Tyranny.

## Geschichte
Das aus Matti Mäkelä und Lauri Lindqvist bestehende Duo Tyranny hatte zur Veröffentlichung von Bleak Vistae einen Vertrag über die Veröffentlichung von zwei Alben mit Firebox Records geschlossen. Mit dem über das Subunternehmen Firedoom Music veröffentlichte Tides of Awakening erfüllte Tyranny diesen Vertrag. In der bewussten Reduzierung auf das Duo produzierte, mischte und masterte Mäkelä die Aufnahme ohne das Tyranny externe Tontechniker oder Produzenten zum Entstehungsprozess hinzuzogen.

„I aim for a monolithic and fluid production that comes naturally to the project at hand.“

„Ich strebe eine monolithische und fließende Produktion an, die für das jeweilige Projekt natürlich erscheint.“

Die Aufnahmen absolvierten Mäkelä und Lindqvist in den Jahren 2004 und 2005 in Mäkelä Heimstudio. Lindqvist fungierte als Sänger, Bassist und Keyboarder, Mäkelä als Background-Sänger, Gitarrist und Programmierer. An Stelle eines Schlagzeugs programmierte Mäkelä einen Drumcomputer. Weiter wurde Sampling durch Mäkelä eingebracht. Tyranny variierte dabei ihren Stil geringfügig, ohne das Genre zu verlassen. Das Album sollte, aufgrund des veränderten Konzeptes „massiver, dissonanter und erschreckender“ als die vorherige EP erscheinen.

## Albuminformationen
Tides of Awakening erschien, nach der EP Bleak Vistae, als erstes Studioalbum der Band. Alle Stücke wurden von Lindqvist und Mäkelä geschrieben und eingespielt. Das 2005 erstmals veröffentlichte Konzept-Album enthält fünf separate Stücke, die eine Gesamtspielzeit von 66:36 Minuten haben. Firedoom Music veröffentlichte das Album als CD. Das Label legte das Album 2011 erneut auf. Eine Veröffentlichung als LP erschien im Jahr 2015 über Blood Music.

### Konzept
Tides of Awakening ist visuelle, lyrische und musikalisch als Hommage an H. P. Lovecraft und den Cthulhu-Mythos konzipiert. Das Album beinhaltet laut Mäkelä „ein Gewirr aus ineinander verschlungenen Motiven und Plänen“ die sich in Analogie zu Lovecraft in Andeutungen ergehen. Dem Hörer wolle die Band so „ermöglichen, seine eigenen Schlussfolgerungen und Annahmen“ zu ziehen. Mit dem Konzept gilt die Gruppe als Teil eine Reihe von Funeral-Doom-Interpreten die sich am Werk von Lovecraft orientieren. Hierbei sei die Band eine jener Gruppen die auf ihre Art die Adaption des Cthulhu-Mythos perfektionierten.

### Gestaltung
Die visuelle Aufbereitung der Veröffentlichung geht aus Lindqvist zurück. Die LP-Veröffentlichung wurde mit variierender Gestaltung herausgegeben. Das Cover beider Versionen zeigt, auf den Cthulhu-Mythos verweisend, ein reptilenartiges Auge das dem Mond gleichend über antiken Ruinen aufragt und auf diese herabblickt. Für die Veröffentlichung der LP wurde das sonst dunkel-grüne Cover mit oliv-gelben Auge in dunklen bis ins schwarze reichende Graustufen präsentiert. Mäkelä beschreibt die Gestaltung als Entsprechung der konzeptionellen Idee und einen Verweis auf „grüblerische Schrecken [sowie auf] Anspielungen auf Unfassbares jenseits der menschlichen Wahrnehmung.“

### Stil
Die auf Tides of Awakening von Tyranny gespielte Musik wird als kompromisslose Variante des Funeral Doom kategorisiert. An den Frühwerken des Genres anschließend ergeht sich die Musik in einer Steigerung der Grundform des Funeral Doom aus „laaaangsamen Lavariffs, […] herzzerreissend langgezogenen, unter die Haute gehenden, Leadgitarren,“ schwerfälligen, teils als episch wahrgenommenen Keyboard-Spuren und einem besonders tiefem und langsamen mit Hall, zu einem Katakombenklang verzerrten, Growling. Dadurch erscheine die Veröffentlichung „finsterer als Skepticism“ und „schwerer als Thergothon“. Das Gitarrenspiel weise „todtraurige“ Melodien auf über die der ausgeprägte gutturale Gesang grollt, „während majestätisch eine Orgel dazu einen Klangteppich ausbreitet und extrem schleppende Rhythmen das hyperschwere Songkonstrukt voranschleppen.“

## Wahrnehmung
Das Debüt der Gruppe wird zu einer Generation von Veröffentlichungen gerechnet, die den Funeral Doom als Genre ausloteten. Während Thergothon mit Stream from the Heavens und Skepticism mit Stormcrowfleet die Erfindung des Genres zugesprochen wird. Gilt Tides of Awakening als Teil einer Reihe von Erscheinungen die das Verständnis davon „was es mit Funeral Doom eigentlich auf sich hat“ prägten. Insbesondere als puristische Veröffentlichung im Genre erweise sich Tides of Awakening als „essentielles“ und „fundamentales Album in der Geschichte des Funeral Doom“, da es sich eindeutig und direkt im Genres verortete. Kritisch betrachtet wurde diese direkte Verortung im Genre als Mangel an Innovation bemängelt. Einige Rezensenten räumten hinzukommend ein, dass die Veröffentlichung aufgrund der Kompromisslosigkeit und Konsequenz im Stil schwer zugänglich sei, das Publikum herausfordere und dem Genre entsprechend nicht jedem Hörer zusprechen könne.

„Sie [Lauri Lindqvist und Matti Mäkelä] bedienen nur einen sehr begrenzten Kreis, und viele werden vermutlich auf eine harte Belastungsprobe gestellt. Monotonie und Eintönigkeit mag man diesem Werk vorwerfen, die intensive Stimmung kann man dagegen halten.“

Der in mehreren Rezensionen hervorgehobenen Stimmung wird eine bedrohliche und zugleich hypnotische Atmosphäre zugesprochen, die dem Album eine besondere Qualität verleihe. Das Album erweise sich dabei als „der perfekte Soundtrack für eine Adaption von Lovecrafts Cthulhu-Mythos“ zu dem eine Steigerung kaum möglich erscheint und deren „Kompositionen eine immense und bezaubernde Schönheit verbergen“ die es zu erarbeiten gälte.

„Even if I hadn’t liked it, I still wouldn’t be surprised if this was to become a classic.“

„Selbst wenn es mir nicht gefallen hätte, wäre ich trotzdem überrascht, wenn es nicht zum Klassiker würde.“